# Argyrozona argyrozona
Genre
Espèce
Statut de conservation UICN

 NT  : Quasi menacé
Le Denté charpentier (Argyrozona argyrozona) est une espèce de poissons marins appartenant à la famille des Sparidae. C'est la seule espèce du genre Argyrozona.